# Jang Su-jeong
Jang Su-jeong (coreano:장수정, Busan, 13 de marzo de 1995) es una jugadora de tenis surcoreana.
Su mejor clasificación en la WTA fue la número 114 del mundo, que llegó el 11 de julio de 2022. En dobles alcanzó número 93 del mundo, que llegó el 20 de marzo de 2023. Hasta la fecha, ha ganado diez individuales y trece títulos de dobles en el ITF tour.
La actuación más exitosa de Jang hasta la fecha llegó en el KDB Korea Open 2013, donde alcanzó los cuartos de final con una victoria en tres sets sobre Ons Jabeur de Túnez.
Se clasificó para el cuadro principal de individual del Abierto de Australia 2022 para su debut en un Grand Slam. Se convirtió en la octava mujer surcoreana en disputar un cuadro principal de Grand Slam en la era abierta, y la cuarta en este siglo después de Cho Yoon-jeong, Jeon Mi-ra y Han Na-lae.
A 1 de noviembre de 2024 se encuentra en el puesto 244.° del Ranking WTA.

## Títulos WTA 125s

### Individual (1–0)
| Resultado | Fecha              | Torneo | Superficie    | Oponente        | Puntaje       |
| --------- | ------------------ | ------ | ------------- | --------------- | ------------- |
| Campeona  | 9 de julio de 2022 | Bastad | Tierra batida | Rebeka Masarova | 3-6, 6-3, 6-1 |

### Dobles (1–1)
| Resultado | Fecha               | Torneos | Superficie    | Pareja     | Oponentes                          | Resultado        |
| --------- | ------------------- | ------- | ------------- | ---------- | ---------------------------------- | ---------------- |
| Campeona  | 25 de junio de 2023 | Gaiba   | Césped        | Han Na-lae | Weronika Falkowska Katarzyna Piter | 6-3, 3-6, [10-6] |
| Finalista | 15 de julio de 2023 | Bastad  | Tierra batida | Eri Hozumi | Irina Khromacheva Panna Udvardy    | 6-4, 3-6, [5-10] |